# Verdrag van Portsmouth (1713)
Het Verdrag van Portsmouth, getekend op 13 juli 1713, beëindigde de vijandelijkheden tussen de oosterse Abenaki en de provincie Massachusetts Bay. De overeenkomst hernieuwde een verdrag van 1693 die de indianen hadden afgesloten met gouverneur William Phips, twee in een reeks van pogingen om vrede te stichten tussen indianen en kolonisten tijdens de Franse en Indiaanse oorlogen.